# Eisberg-Gruppe
Die Eisberg-Gruppe, bezw. die Eisberg Holding AG, ist eine international agierende Gruppe von Produzenten von Salaten, Gemüsen und Früchten. Der Sitz der Gruppe ist in Dällikon im Kanton Zürich. Von acht Verarbeitungsbetrieben aus versorgt die Eisberg 13 europäische Länder mit ihren Lebensmitteln. Seit 2016 gehört Eisberg zum Schweizer Konzern Bell Food Group.

## Geschichte

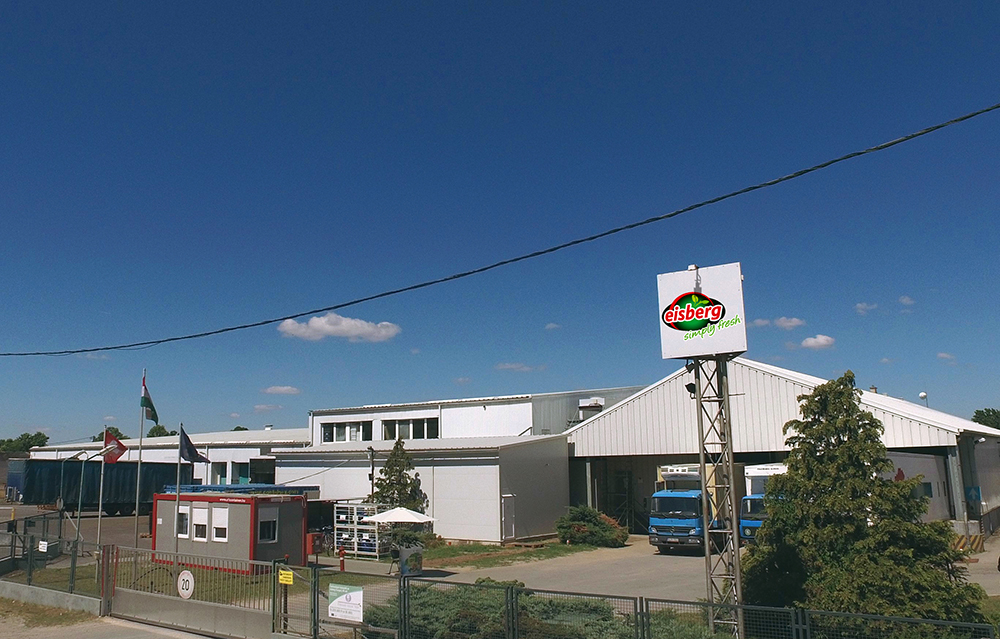
Eisberg Ungarn in Gyal nahe Budapest

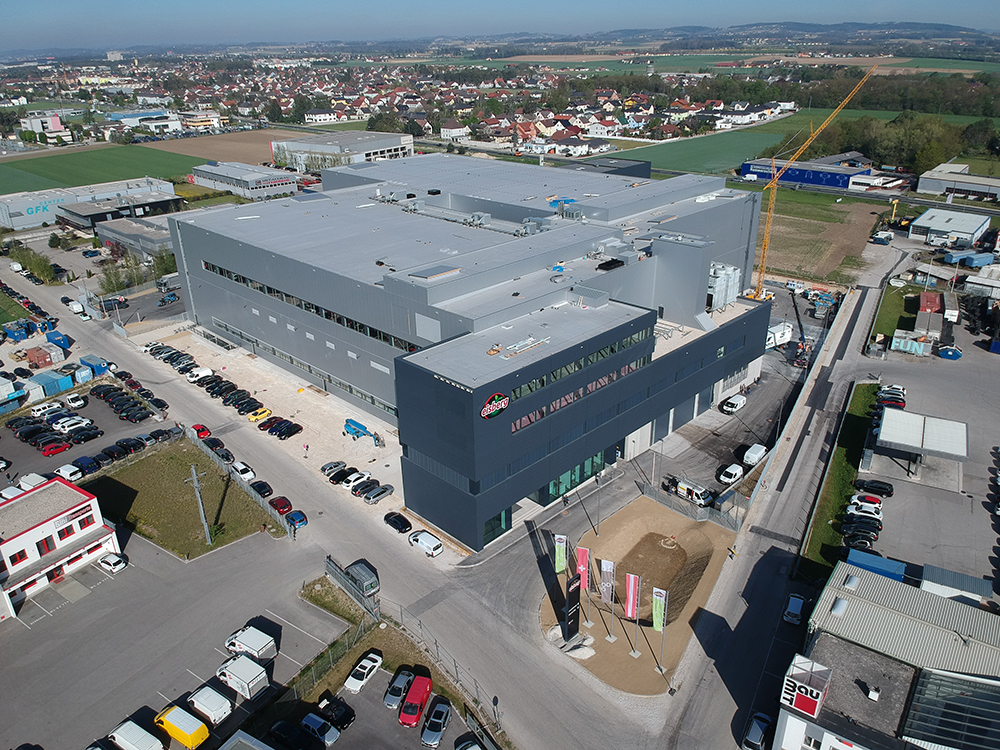
Eisberg Österreich AG in Marchtrenk

Eisberg ging aus zwei Schweizer Gemüseanbau-Betrieben hervor. Die beiden Unternehmen Gastro Star (Gründung 1972) und Eisberg Schweiz (Gründung 1976) entwickelten sich als ursprüngliche Gemüsebaubetriebe zunächst unabhängig voneinander in der gleichen Gemüsebauregion. Nach der Öffnung der osteuropäischen Märkte gründete Eisberg 1992 ihre Niederlassungen in Polen und Ungarn. Mit der Eröffnung eines Verarbeitungsbetriebs in Rumänien gewann Eisberg ein weiteres osteuropäisches Land als Markt hinzu.
Nach der Übernahme von Gastro Star durch Hilcona im Jahr 2012 wurde Eisberg durch den Wechsel des Mehrheitsgesellschafters der Hilcona im Jahr 2016 Mitglied der Bell Food Group.
2018 übernahm die Eisberg-Gruppe die Westschweizer Salat- und Früchtefirma Sylvain & Co.
2017 erfolgte der Spatenstich für einen neuen Produktionsbetrieb in Österreich, der seit 2019 Convenience-Produkte herstellt.
Ende 2022 wurde der Produktionsstandort in Villigen geschlossen.
Im Mai 2025 teilte die Bell Food Group mit, dass Eisberg ihre Produktionsstandorte in Polen, Rumänien und Ungarn, unter Vorbehalt der Zustimmung der zuständigen nationalen Behörden, an die Green Factory verkaufen wird.

## Standorte

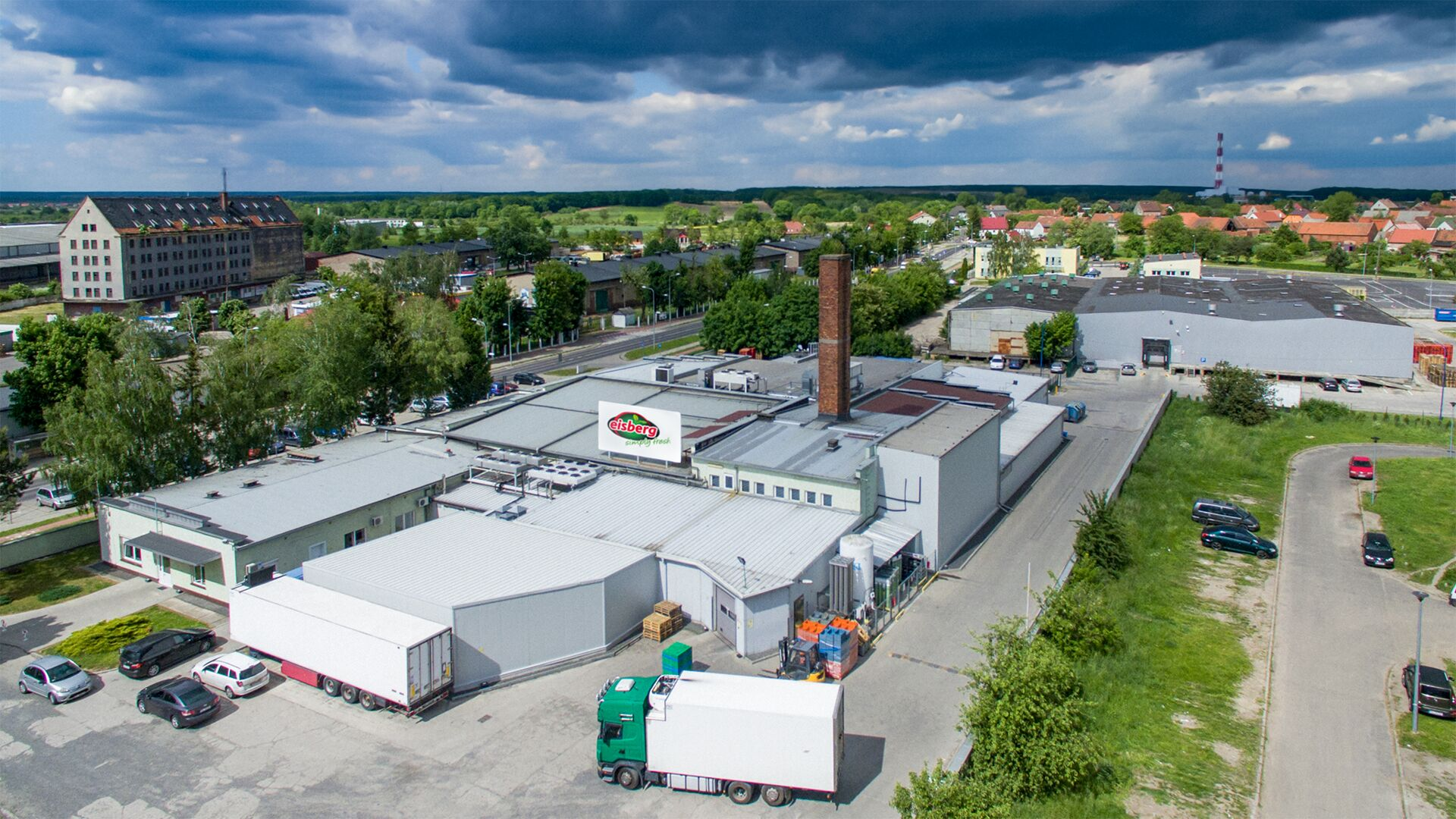
Eisberg Polen in Legnica

Die Eisberg-Gruppe hat acht Produktionsstandorte:
- Eisberg AG in Dällikon (zwei Standorte)
- Eisberg AG in Dänikon
- Eisberg AG in Essert-sous-Champvent
- Eisberg Österreich in Marchtrenk
- Eisberg Polen in Legnica
- Eisberg Rumänien in Pantelimon
- Eisberg Ungarn in Gyál

sowie ein zentrales Einkaufsbüro in der Hafenstadt Águilas / Spanien.

## Sortiment
Eisberg produziert für Retail, Foodservice (Lebensmittelgrosshandel) und Lebensmittelindustrie Salate, Gemüse und Früchte in unterschiedlichen Verarbeitungsformen. Zusatzsortimente sind Smoothie-Mixes, kaltgepresste Säfte und Smoothies sowie Salatsaucen.

## Auszeichnungen
- Taste Innovation Show Anuga 2017
- Innovation Award Fruit Logistica 2014[20]
- Superbrands Award Ungarn 2010, 2012, 2013, 2014, 2015, 2016, 2017, 2018, 2019[21]
- Benefit Prize for happy employees, Ungarn 2019[22]